# Wonderland Trail
Le Wonderland Trail est un grand sentier de randonnée qui fait le tour complet du mont Rainier à l'intérieur du parc national du mont Rainier dans l'État de Washington au nord-ouest des États-Unis. Classé National Recreation Trail en 1981, il contribue au Mount Rainier National Historic Landmark District établi le 18 février 1997.

## Description

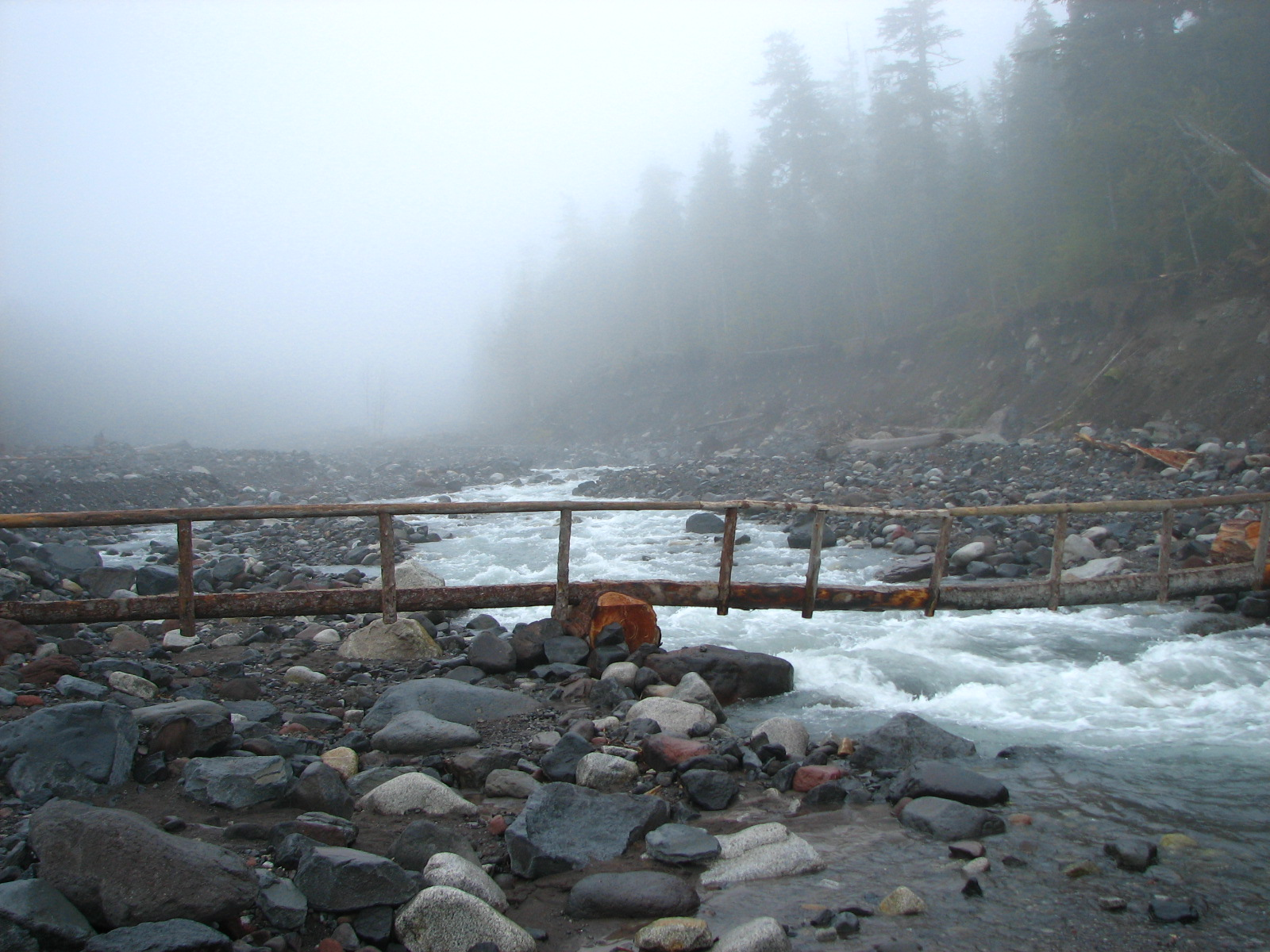
Traverser le fleuve Nisqually sur le sentier.

Le Wonderland Trail est un sentier de randonnée long de 150 km qui fait le tour du mont Rainier, un imposant volcan,. Le sentier parcourt une région très vallonnée de la chaîne des Cascades. Le Panhandle Gap, le sommet du sentier culmine à 2 057 m tandis que le point le plus bas atteint 700 m au niveau du campement d'Ipsut Creek.
Le sentier, tracé en 1915 par 200 à 250 personnes durant toute une année,, nécessite entre dix et quatorze jours pour le parcourir.
Le sentier traverse des zones montagneuses boisées ou des prairies subalpines. Il offre des points de vue sur tous les versants du mont Rainier et notamment sur tous ses glaciers. Le sentier traverse de nombreux cours d'eau grâce à des ponts de bois dont deux suspendus. En 2006, plusieurs ponts furent détruits à la suite d'inondations et le sentier fut fermé jusque fin 2007. La neige peut être présente jusque juin et l'été est la période préférée des randonneurs. Dix-huit campements sont disposés au long du sentier. Ces derniers sont en général distants de 5 à 11 km. Un permis doit être demandé au National Park Service pour pouvoir parcourir le sentier.